# Feri Zotter
Feri Zotter (* 19. September 1923 in Neumarkt an der Raab; † 22. Februar 1987 in Wien) war ein österreichischer Maler. Er war der erste Leiter der Burgenländischen Landesgalerie im Schloss Esterházy in Eisenstadt.

## Leben und Wirken
Zotter, im Zweiten Weltkrieg schwer verwundet, knüpfte in München Verbindungen zu Künstlerkreisen. 1948 besuchte er die Kunstgewerbeschule Graz, von 1952 bis 1955 die Hochschule für angewandte Kunst in Wien, Meisterklassen für Mosaik und Dekoration, Druckverfahren und Gobelinweberei (Studienabschluss: Akademischer Maler ). Zotter wurde Mitglied des Neuen Hagenbundes und Nachfolger von Rudolf Klaudus, der den neuen Burgenländischen Künstlerbund reorganisiert und verjüngt hatte. Eine erste Ausstellung mit Karl Prantl und Rudolf Kedl in der Eisenstädter Orangerie erregte Aufsehen, stieß bei vielen Besuchern auf Ablehnung. Die Wiener Presse beurteilte sie positiv.
Im Jahre 1964 gründete Feri Zotter mit dem Landeskonservator Alfred Schmeller und dem Lehrer Eduard Sauerzopf aus Jennersdorf den Kulturverein Neumarkt an der Raab. Anfangs um den geplanten Abriss eines alten Rauchküchenhauses zu verhindern. Daraus entstand zuerst ein Atelierhaus und mit Unterstützung des Kulturlandesrates Fred Sinowatz das Künstlerdorf Neumarkt an der Raab, wo Künstler leben und arbeiten. 1972 wurde Zotter zum ersten Leiter der Burgenländischen Landesgalerie im Schloss Esterházy bestellt.
Die Urne Feri Zotters wurde am 2. März 1987 im Familiengrab auf dem Friedhof von Neumarkt an der Raab beigesetzt. 

## Auszeichnungen, Ehrungen, Preise
- Berufstitel Professor, 14. Mai 1974 (Dekretübergabe) [2]